# 양시혁

## 클럽 경력
양시혁은 강릉시민축구단 수비수로, 2025 K3리그 시즌에 4경기 출전해 1선발 1교체 출전 기록을 남기며 팀의 수비 라인 보강에 기여하고 있다.

## 프로 통계
- **K3리그 2025 (7월 기준)**: 총 4경기 출전 (1선발·1교체 포함)

## 플레이 스타일
센터백과 풀백 모두 소화할 수 있는 수비 다재다능 자원으로, 제공권과 전술 이해도가 높은 수비 능력을 보이며 수비 안정성에 기여한다.